# Химна Индонезије
Велика Индонезија (инд. Indonesia Raya) је химна Републике Индонезије.

## Текст
Indonesia, tanah airku, tanah tumpah darahku.
Di sanalah aku berdiri, jadi pandu ibuku.
Indonesia, kebangsaanku, bangsa dan tanah airku.
Marilah kita berseru, «Indonesia bersatu!»
Hiduplah tanahku, hiduplah neg’riku,
Bangsaku, rakyatku, semuanya.
Bangunlah jiwanya, bangunlah badannya
Untuk Indonesia Raya.
Рефрен:
Indonesia Raya, merdeka, merdeka
Tanahku, neg’riku yang kucinta.
Indonesia Raya, merdeka, merdeka
Hiduplah Indonesia Raya.
Indonesia Raya, merdeka, merdeka
Tanahku, neg’riku yang kucinta.
Indonesia Raya, merdeka, merdeka
Hiduplah Indonesia Raya.
Indonesia tanah yang mulia, tanah kita yang kaya.
Disanalah aku berada untuk s’lama-lamanya.
Indonesia tanah pusaka, P’saka kita semuanya.
Marilah kita mendoa, «Indonesia bahagia!»
Suburlah tanahnya, suburlah jiwanya,
Bangsanya, rakyatnya, semuanya.
Sadarlah hatinya, Sadarlah budinya
Untuk Indonesia Raya.
Рефрен
Indonesia, tanah yang suci, tanah kita yang sakti.
Di sanalah aku berdiri, Jaga ibu sejati.
Indonesia, tanah berseri, tanah yang aku sayangi.
Marilah kita berjanji, «Indonesia abadi!»
S’lamatlah Rakyatnya, S’lamatlah putranya,
Pulaunya, lautnya, semuanya.
Majulah negrinya, majulah pandunya
Untuk Indonesia Raya.
Рефрен